# Download.com
Download.com é um site de diretório de download na internet, lançado em 1996 como parte da CNET. Originalmente, o domínio foi download.com.com. 
Download.com oferece conteúdos em quatro grandes categorias: Software (incluindo o PC, Mac e celulares), música, jogos e vídeos, oferecido para download via FTP a partir de servidores Download.com ou servidores de terceiros. Vídeos são stream (actualmente) e a música é tudo free MP3 download, ou ocasionalmente direitos WMAs-geridas ou stream. 
A seção Software inclui mais de 100.000 freeware, shareware, e try-first downloads. Downloads são frequentemente classificados e examinados pelos editores, e também contém um resumo do arquivo a partir do software editor, e uma ou mais imagens. Os usuários registrados podem também escrever comentários e registrar suas classificações, numa escala de 1-5 estrelas. 
O domínio download.com atraiu pelo menos 113 milhões de visitantes por ano até 2008, de acordo com um estudo Compete.com.